# Kom till kriget
Kom till kriget är punkbandet Coca Carolas första 7" singel, utgiven 1987 på skivbolaget Beat Butchers.

## Låtlista
1. "Kom till kriget"
2. "Himmel och helvet"